# موسيقى كلاسيكية هندية
الموسيقى الكلاسيكية الهندية هي الموسيقى الكلاسيكية لشبه القارة الهندية. لها تقليدان رئيسيان: يسمى تقليد الموسيقى الكلاسيكية في شمال الهند هندوستاني، بينما يُطلق على تعبير جنوب الهند اسم كارناتيك. لم تكن هذه التقاليد مميزة حتى القرن السادس عشر تقريبًا. خلال فترة حكم المغول في شبه القارة الهندية، انفصلت التقاليد وتطورت إلى أشكال مميزة. تؤكد الموسيقى الهندوستانية على الارتجال واستكشاف جميع جوانب الراجا، بينما تميل عروض كارناتيك إلى أن تكون قصيرة على أساس التأليف. ومع ذلك، يستمر النظامان في الحصول على ميزات مشتركة أكثر من الاختلافات.

## نظرة تاريخية
تعود جذور الموسيقى في الهند القديمة إلى أدب الفيدا الهندوسي. جمع الفكر الهندي الأول بين ثلاث فنون، التلاوة المقطعية (فاديا) وميلوس (غيتا) والرقص (نرتا). مع تطور هذه المجالات، أصبحت سانجيتا نوعًا متميزًا من الفن، في شكل مكافئ للموسيقى المعاصرة. من المحتمل أن يكون هذا قد حدث قبل وقت ياسكا (عام 500 قبل الميلاد تقريبًا)، إذ أدرجت هذه المصطلحات في دراسات نيروكتا، التي هي أحد تقاليد فيدانجا الست في التقاليد الهندية القديمة. نُظمت بعض النصوص القديمة للهندوسية مثل سامافيدا (عام 1000 قبل الميلاد تقريبًا) بالكامل وفقًا لموضوعات لحنية، التي تُعتبر أقسام ريجفيدا الموسيقية.
نُظمت سامافيدا في شكلين. يعتمد أحدها على المتر الموسيقي، والآخر على الهدف من الطقوس. كُتب النص بترميز مضمن، حيث تظهر السوارا (نوتات الأوكتاف) إما أعلى النص أو داخله، أو على شكل بارفان (عقدة أو عضو)؛ بكلمات بسيطة، يشبه هذا الرمز المضمن من السوارا بنية الأغنية. تشمل السوار نحو 12 شكلًا مختلفًا، وقد شُكلت مجموعات مختلفة من السوارا تحت أسماء راغا مختلفة. يوضح الرمز المحدد للأغنية تركيبة السوارا الموجودة في الأغنية. يُسمى الجزء الكلامي من الأغنية «سحتيام» وهو مماثل لغناء السوار ولكن باستخدام كلمات الأغنية. يحتوي الكود في السوارا ترميز الغناء العالي أو المنخفض في الأغنية. تشمل ترانيم سامافيدا محتوى لحني وشكل وإيقاع وتنظيم قياسي. مع ذلك، فإن هذا الهيكل ليس فريدًا أو مقصورًا على سامافيدا. يشمل الريجفيدا المتر الموسيقي أيضًا، لكن بدون التفاصيل الموجودة في سامافيدا. مثلًا، يحتوي مانترا غاياتري على ثلاثة أسطر مترية مكونة من ثمانية مقاطع بالضبط، مع إيقاع ثلاثي مُضمّن.
في التقاليد القديمة للهندوسية، ظهر نوعان موسيقيان، غاندهارفا (موسيقى رسمية مُؤلفة مُخصصة للاحتفالات) وجانا (موسيقى غير رسمية مرتجلة ترفيهية). شملت موسيقى غاندهارفا تعابير سماوية ودينية، بينما تضمنت موسيقى جانا الغناء أيضًا. انتشرت التقاليد الموسيقية الفيدية السنسكريتية على نطاق واسع في شبه القارة الهندية، ووفقًا لروويل، فإن كلاسيكيات تاميل القديمة «توضح بكثرة أن تقليدًا موسيقيًا ثقافيًا كان موجودًا في جنوب الهند منذ القرون القليلة السابقة لظهور المسيحية».